# Општина Балкауци (Сучава)
Балкауци (рум. Bălcăuţi) општина је у Румунији у округу Сучава.
Oпштина се налази на надморској висини од 407 m.